# Стельмокас, Андрюс
Андрюс Стельмокас (лит. Andrius Stelmokas; род. 3 марта 1974 года, Вильнюс) — литовский гандболист.

## Биография

### Клубная
Андрюс Стельмокас начинал карьеру в литовском клубе «Гранитас» (Каунас). В 1999 году Стельмокас перешёл в исландский клуб «ГК Акюрейри». В 2004 году Андрюс Стельмокас стал игроком «Фриш Ауф Гёппинген». В 2006 году Андрюс Стельмокас перешёл в «Фюксе Берлин». В 2008 году Стельмокас перешёл в «Ганновер-Бургдорф». В 2010 году Андрюс Стельмокас стал игроком испанского клуба «Лебаро Толедо». В феврале 2011 года Стельмакос перешёл в «ГК Мюнден» и играл в клубе до конца сезона. В 2011 году и до завершения карьеры Стельмакос выступал за клубы «Грошбургведель» и «Ганновер-Бургдорф 2».

### Карьера в сборной
Андрюс Стельмокас выступал за сборную Литвы сыграв за неё 124 матчей и забросил 412 мячей.